# Exposição Universal de 2015
Exposição Universal de 2015, também conhecida por Expo 2015 (oficialmente: World Expo 2015 Milão), foi uma feira mundial realizada na cidade italiana de Milão, sendo administrada pela empresa Expo 2015 SpA, sob os cuidados do Bureau Internacional de Exposições. É a segunda vez que Milão hospeda uma exposição internacional, quando a primeira foi realizada em 1906.
Com o tema:  "Feeding the planet, energy for life" (Alimentar o planeta, energia para a vida), a sua abertura ocorreu no dia 1° de maio de 2015 e terminou no dia 31 de outubro de 2015.
Com mais de 140 países expondo na feira, o custo final para a implantação do projeto foi da ordem de US$ 15 bilhões.

## Histórico, cidades candidatas e temas
Em 4 de maio de 2006, o governo da Turquia,anunciou que estava inscrevendo de forma oficial inscreveu a cidade de Esmirna e algum tempo mais tarde foi a vez do governo italiano inscrever Milão. As cidades americanas de Atlanta, Las Vegas, Nova Iorque,além da capital da Rússia Moscou se demonstraram interessadas,mas não apresentaram seus projetos até o dia 2 de novembro do mesmo ano.
Durante a sua Assembleia Geral,em 31 de outubro de 2008 , em sua sede em Paris,o Bureau Internacional de Exposições (BIE) anunciou que a proposta da cidade italiana havia sido a vencedora:

### Resultado final
| Cidade  | País    | Tema                                      | Votos |
| ------- | ------- | ----------------------------------------- | ----- |
| Milão   | Itália  | Alimentar o planeta,energia para a vida   | 86    |
| Esmirna | Turquia | Novas Rotas para o Mundo-Saúde para todos | 65    |

## Participantes
Mais de 140 países participam da feira mundial, sendo que destes, 55 construíram seus próprios pavilhões. Abaixo, pequenas citações sobres alguns destes pavilhões:

### Angola
Com um pavilhão próprio, coordenado por Albina Africano,Angola optou por demonstrar o tema da exposição do ponto de vista da maternidade relacionando diversos subtemas a saúde e a sabedoria feminina, destacando o papel da mulher na diversificada culinária do país e para demonstrar isso,usou novas tecnologias como realidade aumentada. Dentro do pavilhão, estava presente uma horta e diversos jardins,além de dois restaurantes temáticos, além de shows e apresentações de diversas manifestações culturais tradicionais.

### Brasil
Com o tema "Alimentando o mundo com soluções", o Brasil possuiu um pavilhão de 4 mil m², desenvolvido pelo Studio Arthur Casas, o Atelier Marko Brajovic e a Milano OpenStudio, que apresentou, durante todo o evento, seminários, eventos de negócios, atividades culturais e gastronômicas. Organizado pela APEX, o Brasil gastou certa de R$ 66 milhões para manter toda a estrutura durante a feira mundial, incluindo a montagem e desmontagem do pavilhão de três andares, área de paisagismo e auditório para 200 pessoas,o pavilhão brasileiro ficou localizado em um dos principais acessos a feira, local com grande fluxo de visitantes.

### Moçambique
A inauguração do pavilhão de Moçambique foi realizada no dia da abertura da feira, estando localizado na área temática relacionada aos cereais e tubérculos,estando estrategicamente próximo do pavilhão dos Estados Unidos e da anfitriã, a Itália dando visibilidade ao pavilhão. O governo moçambicano promoveu vários eventos de pequeno porte dentro do pavilhão e nas cidades vizinhas a Milão,como shows e degustação da comida típica do país, além de palestras e exposições relativas ao país,além de degustações temáticas de seus pratos típicos.

### Estados Unidos
A construção do pavilhão dos Estados Unidos da América iniciou-se em abril de 2014 e ficou a cargo do escritório nova-iorquino Biber Architects, estando localizado ao lado do pavilhão do Kuwait. A arquitetura foi inspirada num celeiro e com o tema: "American Food 2.0: United to Feed the Planet", cuja proposta de negócios dos EUA foi focada na produção de alimentos sustentáveis.

### Áustria
O pavilhão austríaco foi projetado pelo arquiteto Klaus Loenhart, associando a ideia de integrar a natureza com a tecnologia. O principal elemento desta integração foi o ar, com a presença de espaços verde e árvores que chegaram a 12 metros de altura, deixando o pavilhão um dos mais visitados da feira.

### Reino Unido
O pavilhão do Reino Unido foi projetado pelo artista Wolfgang Buttress em colaboração com o engenheiro Tristan Simmonds, sendo inspirado numa colmeia de abelhas. Com este tema, os britânicos queriam debater como a pesquisa e a tecnologia estão ajudando a resolver a questão da biodiversidade e escassez de alimento no planeta.

## Não-participantes

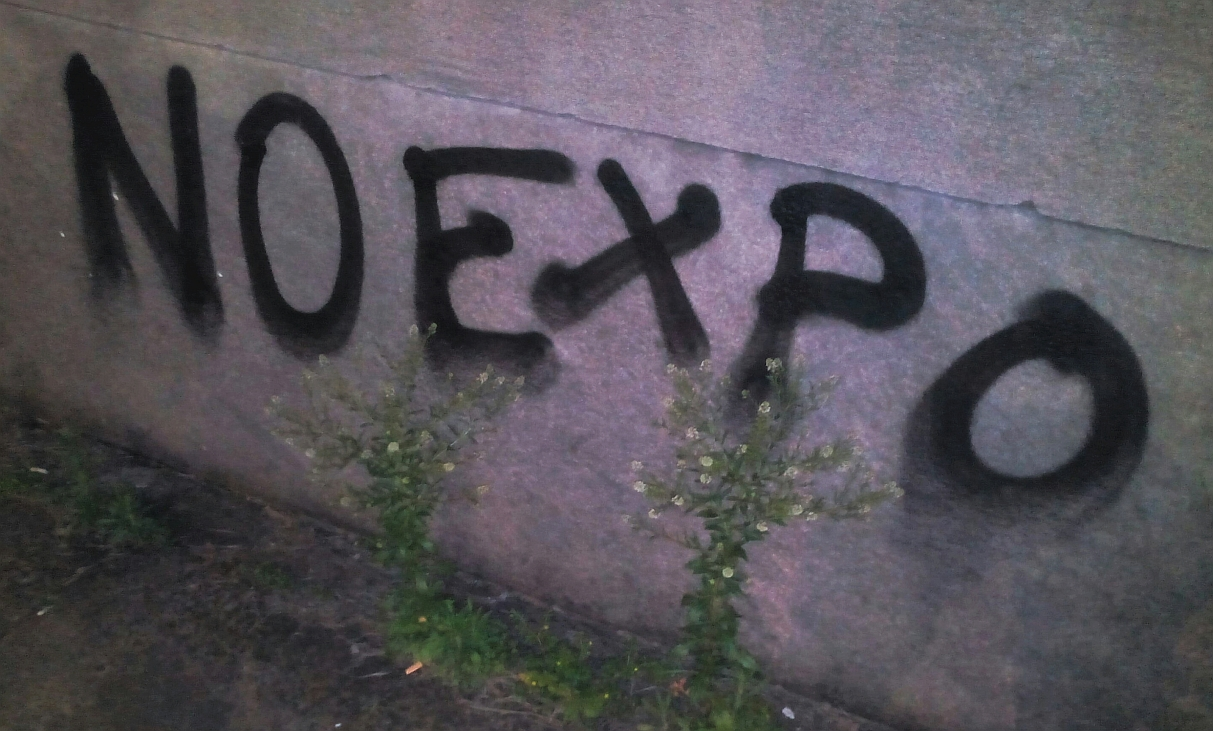
NO EXPO: graffiti em Turim

Sob a alegação dos elevados custos para a manutenção de seus pavilhões,diversos Escritórios Nacionais de Exposições se retiraram do BIE sob a alegação de que a entidade cobrava custos muito altos para a sua manutenção,o que foi o caso da Austrália e do Canadá,outros optaram de forma voluntária não participar como África do Sul, Nova Zelândia e Portugal e os países nórdicos.Outros haviam confirmado sua participação,mas se retiraram por causa de problemas políticos internos como foi o caso da Ucrânia. 

## Galeria de imagens

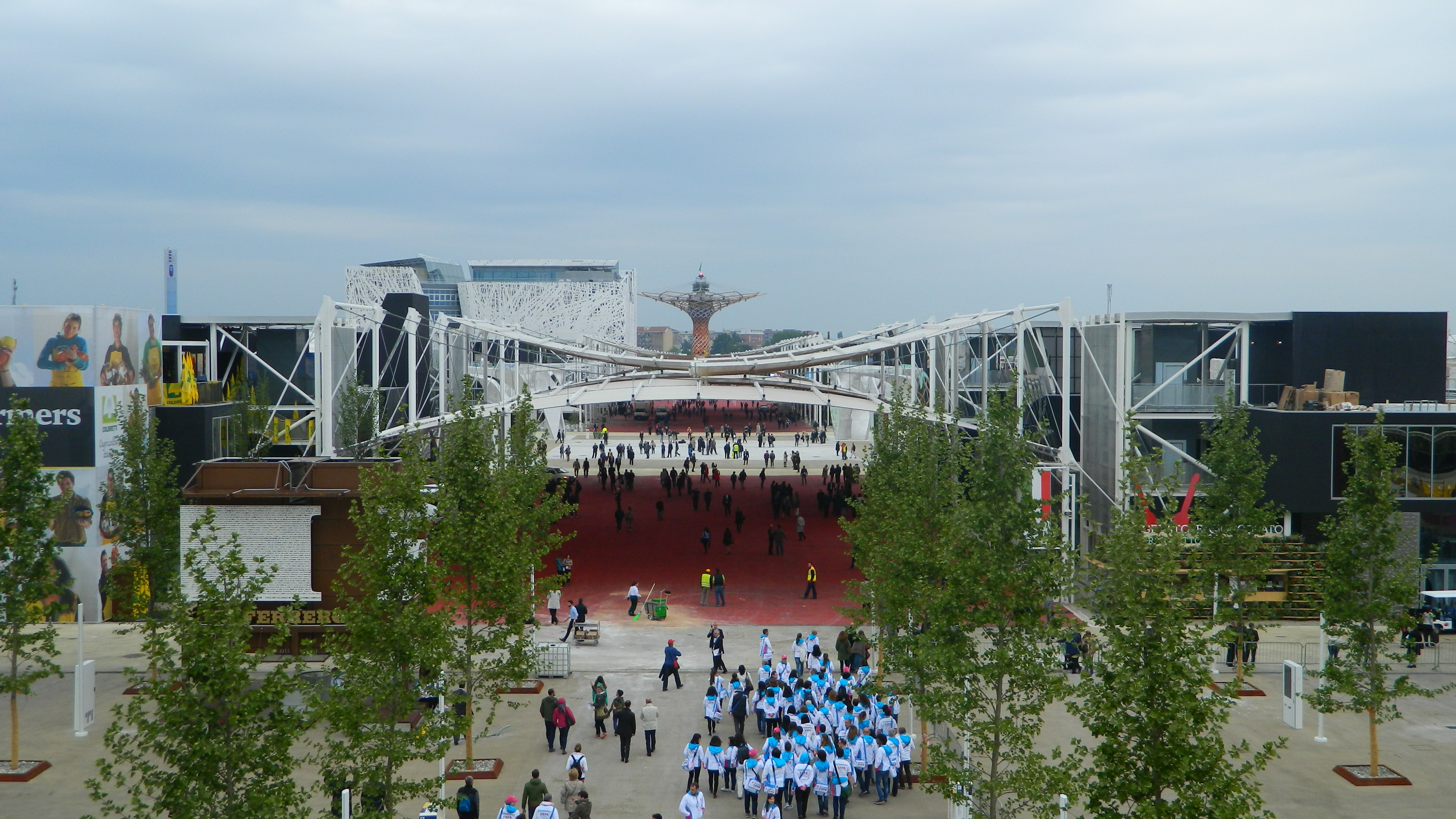
Calçadão Merlata-Expo em primeiro plano. Ao fundo o Palazzo Italia (pavilião italiano) e a Árvore da Vida
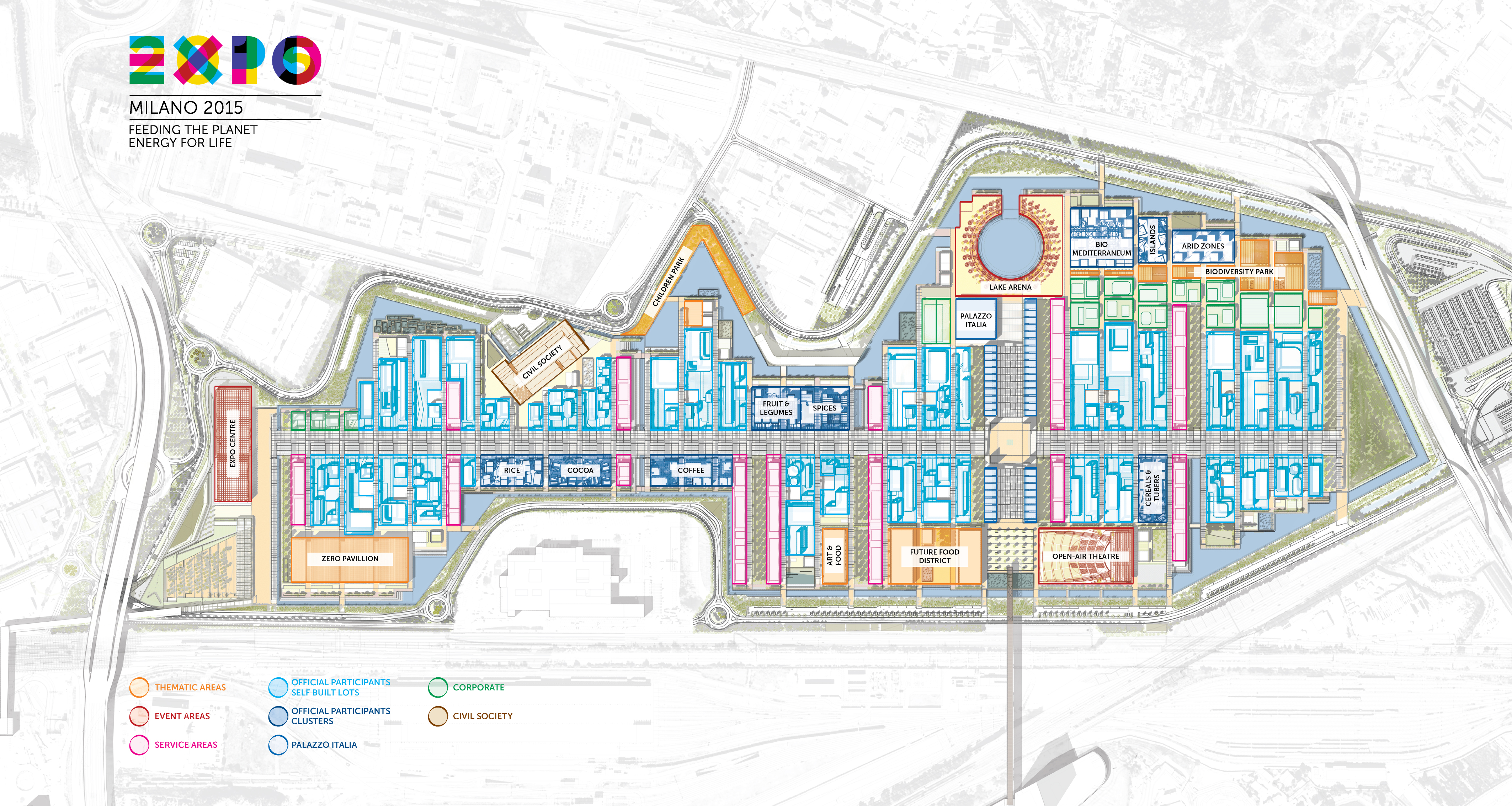
Mapa da Expo 2015
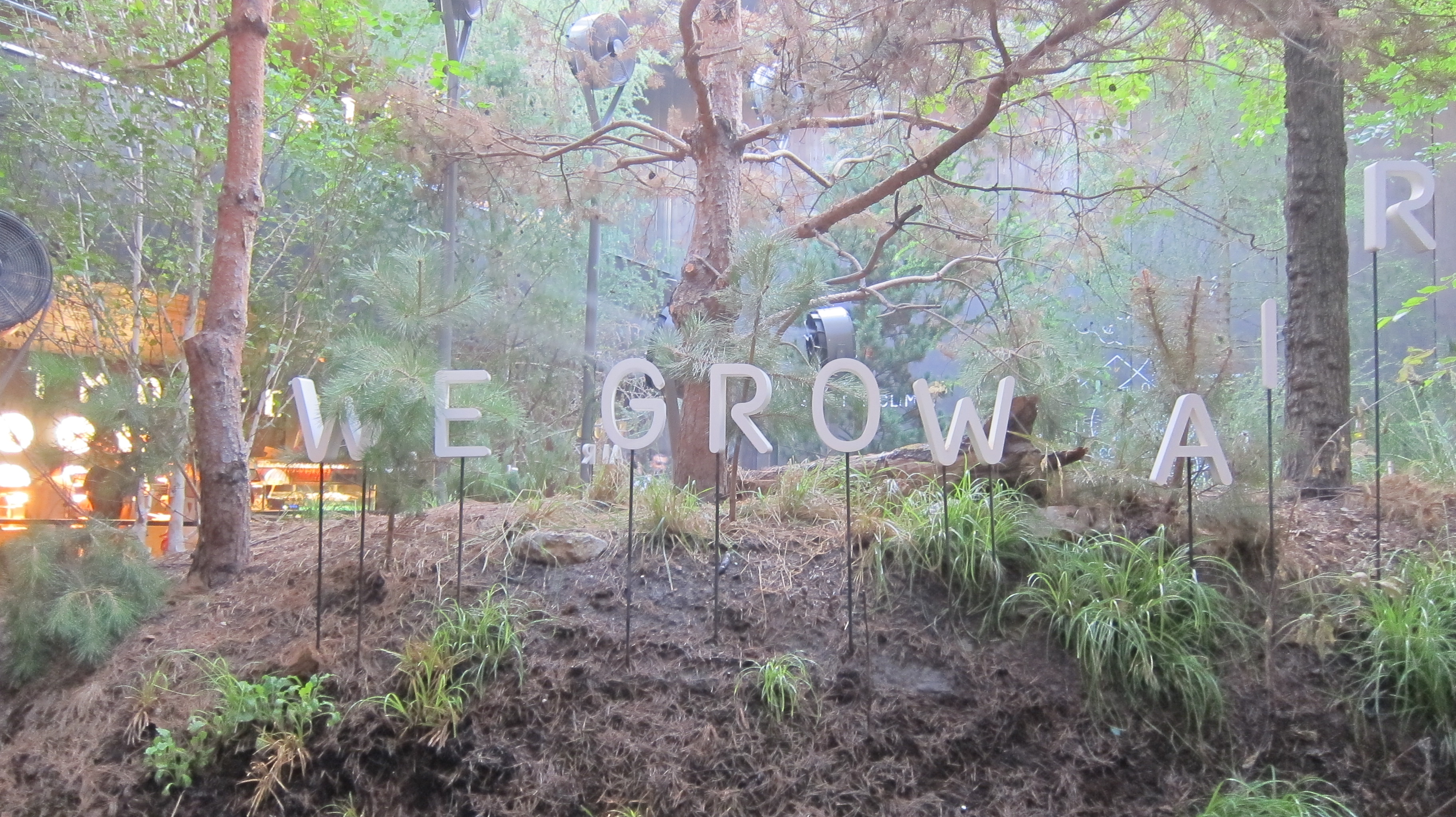
Pavilhão da Áustria
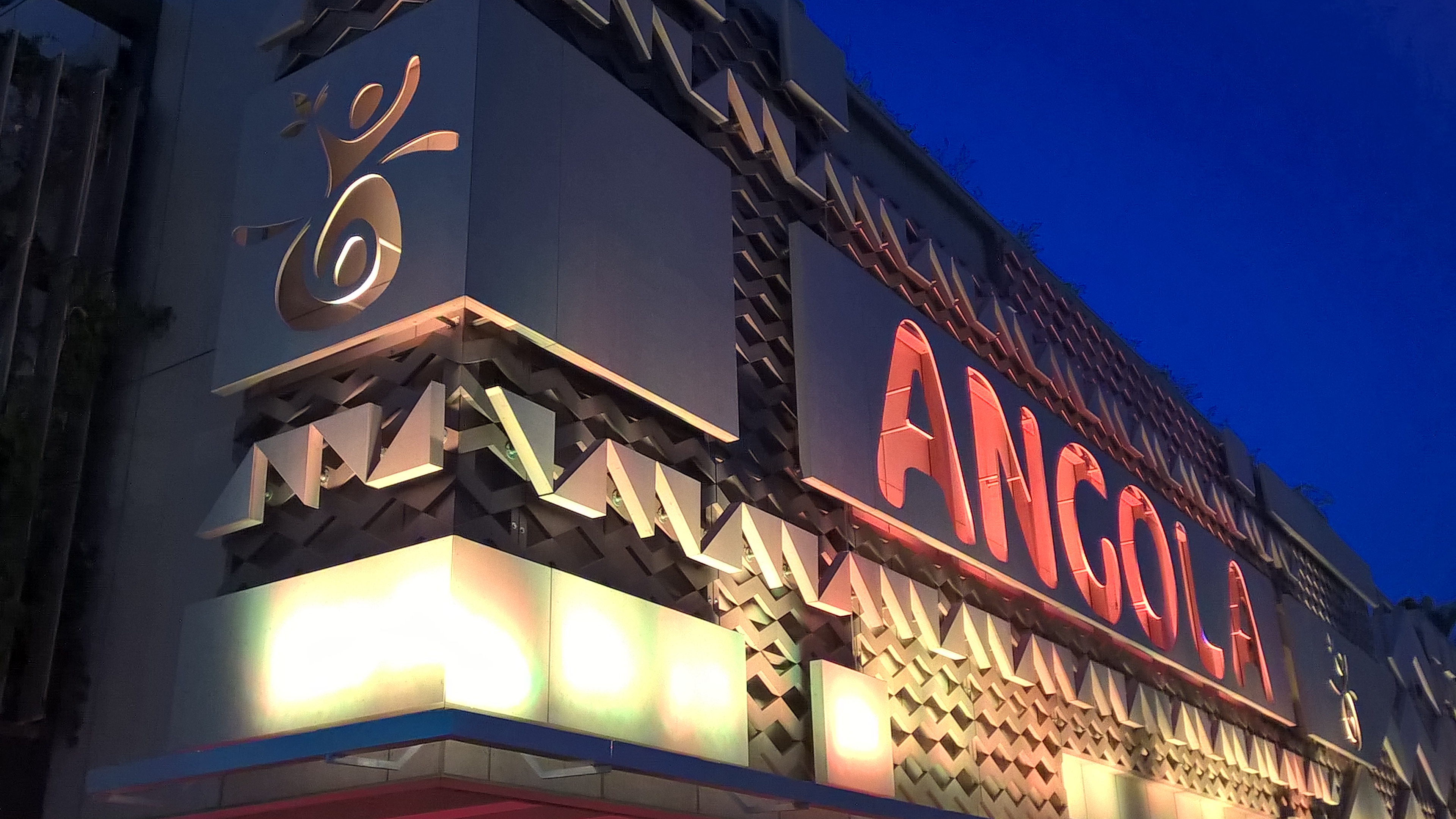
Pavilhão de Angola
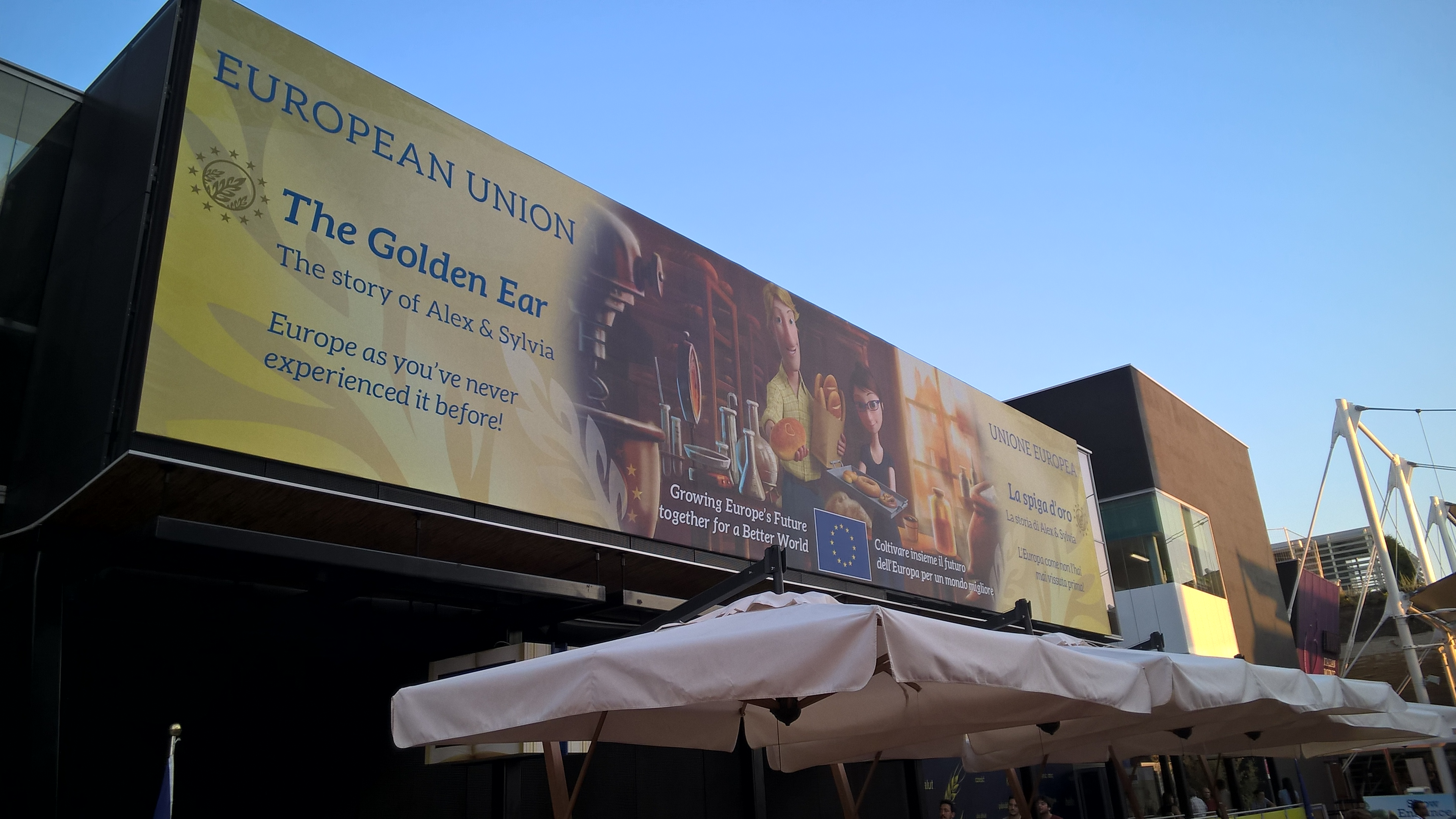
Pavilhão da União Européia
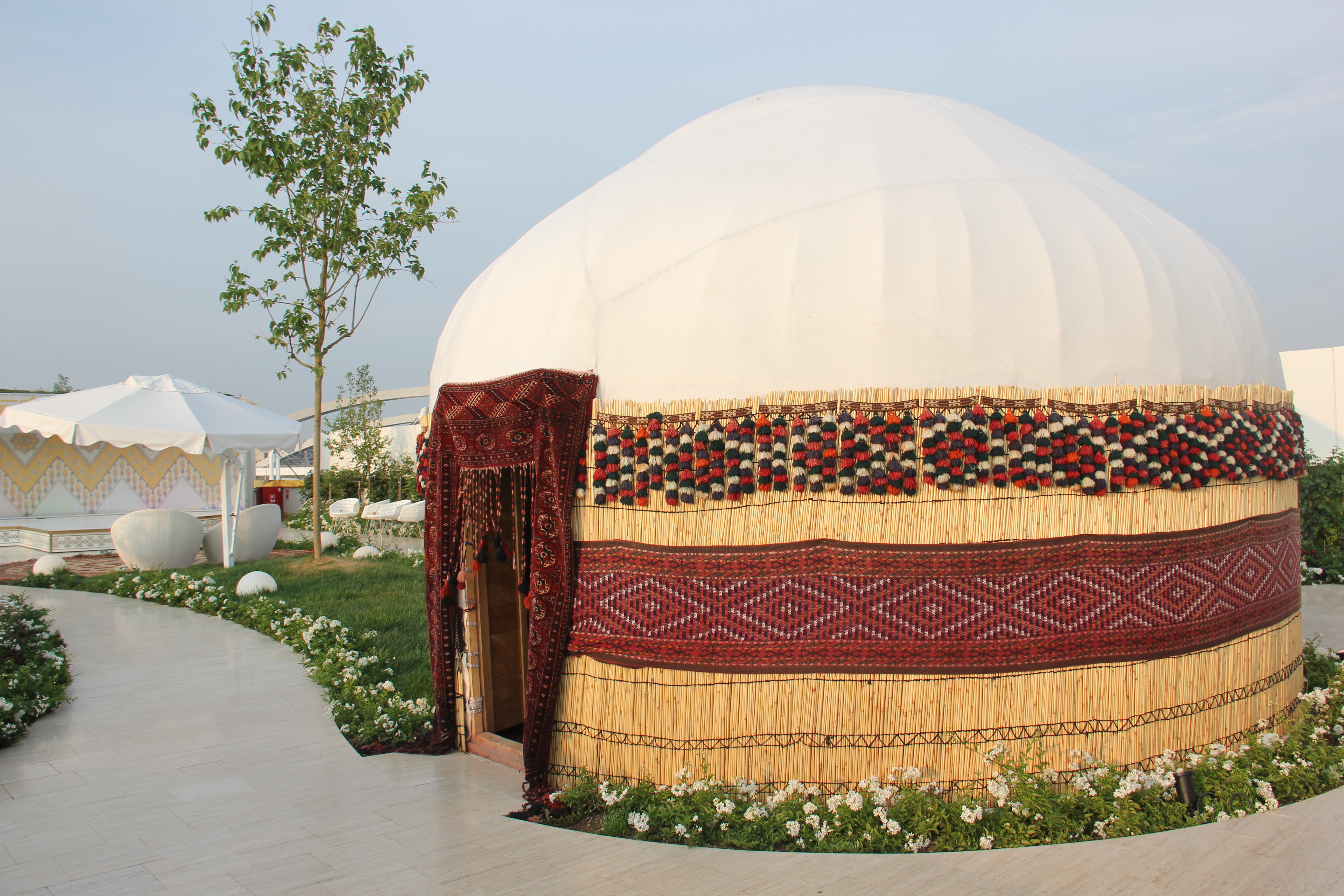
Terraço do pavilhão do Turcomenistão
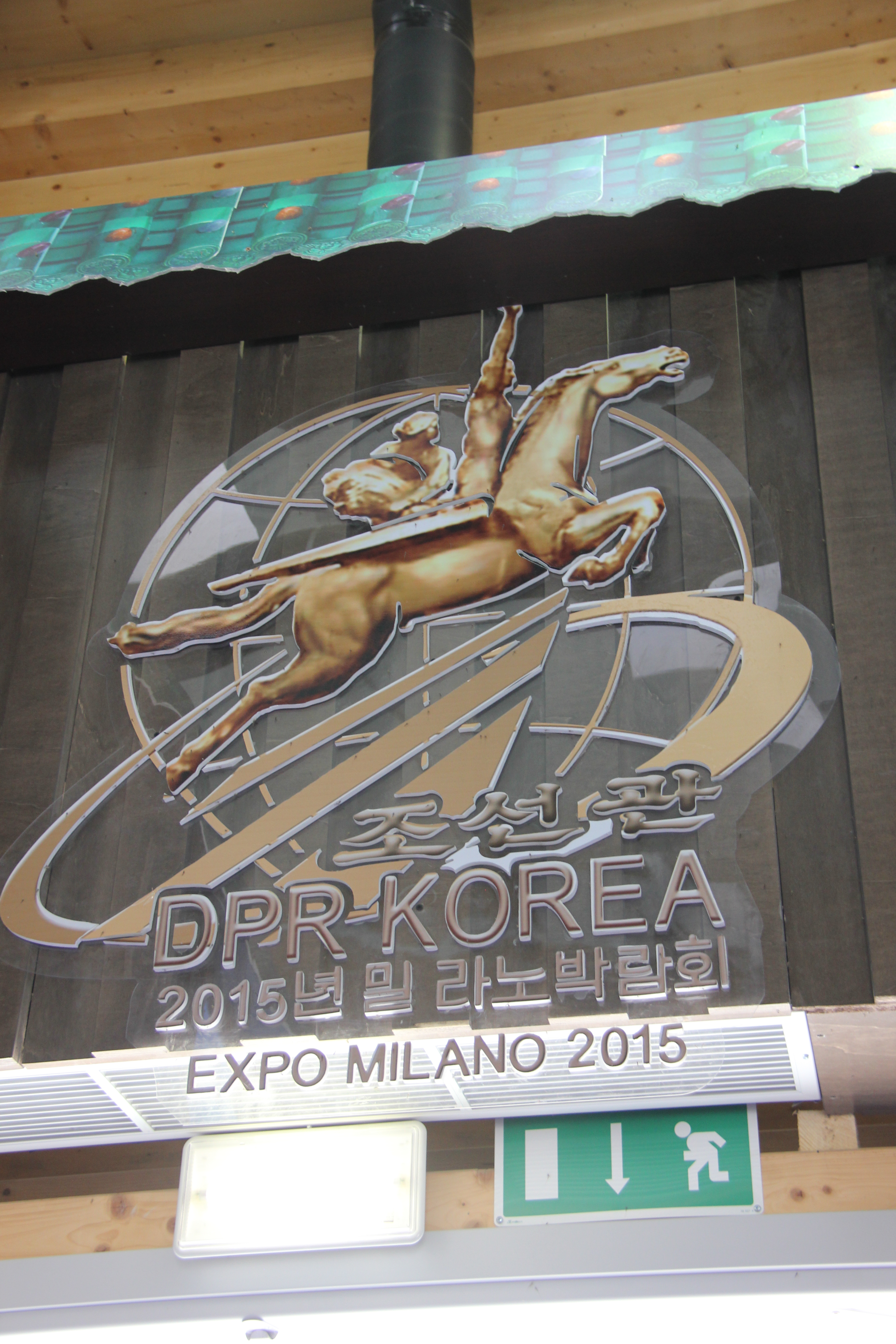
Pavilhão da República Popular Democrática da Coreia